# Faverolles-sur-Cher
Faverolles-sur-Cher è un comune francese di 1 344 abitanti situato nel dipartimento del Loir-et-Cher nella regione del Centro-Valle della Loira.

## Società

### Evoluzione demografica
Abitanti censiti